# Мокшицкий, Мечислав
Мечи́слав Мокши́цкий (пол. Mieczysław Mokrzycki, род. 29 марта 1961 в селе Майдан Лукавецкий, Польша) — польский и украинский прелат. Архиепископ-митрополит Львовского архидиоцеза римско-католической церкви латинского обряда с 21 октября 2008.

## Биография
Мечислав Мокшицкий с 1976 года по 1981 год учился в аграрном техникуме города Олешицы. С 1981 года по 1983 год учился в Высшей духовной семинарии в Перемышле. В 1987 году окончил богословский факультет Люблинского католического университета. В 1991—1996 годах учился в Папском университете святого Фомы Аквинского, где в 1996 году получил статус доктора богословия.
Был рукоположён в сан диакона в 1986 году в Любачуве, в сан священника 17 сентября 1987 года епископом Марианом Яворским. Назначен капелланом римского папы 8 мая 1997 года, почётным прелатом — 28 мая 2003 года, работал личным секретарем папы. С 3 мая 2002 года — каноник капитула Львовской кафедры. Во время болезни Иоанна Павла II постоянно его сопровождал, находился рядом с папой в минуты его кончины. Помогал совершенствовать навыки польской речи папе Бенедикту XVI.
Рукоположён в сан епископа 29 сентября 2007 года папой Бенедиктом XVI в сослужении с кардиналами Тарчизио Бертоне (государственным секретарем Святого Престола) и Марианом Яворским, архиепископом-митрополитом Львовским.